# Clorur de sodi
|  | Per a una descripció des del punt de vista gastronòmic vegeu sal comuna |

El clorur de sodi (antigament clorur sòdic) és un compost químic binari, de naturalesa iònica, constituït per cations sodi i anions clorur, la qual fórmula química és {\displaystyle {\ce {NaCl}}}. És el principal component de la sal comuna. Els seus cristalls són incolors, lleugerament higroscòpics, solubles en aigua i poc solubles en etanol. Fon a 801 °C i bull a 1.413 °C. Hom l'obté per purificació de les seves formes naturals (halita, sal marina). Troba molt nombroses aplicacions, entre les quals cal esmentar l'obtenció del carbonat de sodi (procés Solvay), de l'àcid clorhídric, del clor i del sodi metàl·lic, en la indústria del vidre, en metal·lúrgia, com a agent de salat, com a conservador i condiment alimentari, en la preparació de mescles frigorífiques i com a agent regenerador de les resines de bescanvi iònic.

## Estat natural

### L'aigua marina

Composició de l'aigua de mar.

L'aigua de mar conté entre un 1 % i un 5 % de sals, amb una mitjana d'un 3 %, essent el clorur de sodi el compost predominant amb un 77,76 % en massa. Les aigües dels oceans polars són les que en tenen menys i aigües tancades com la mar Mediterrània i la mar Roja contenen una proporció més elevada de sal que els oceans oberts a la mateixa latitud. S'ha calculat que si els oceans del món s'assecassin completament, produirien almenys 18,8 × 106 km³ de sal, o sigui, unes 14,5 vegades el volum de tot el continent d'Europa per sobre de la línia de marea alta.

### Salmorres naturals
La salmorra és aigua amb una alta concentració de sal. Les salmorres naturals d'interès comercial es troben a la Mar Morta, així com a Àustria, França, Alemanya, Índia, els Estats Units i el Regne Unit. La sal en les salmorres sempre està acompanyada de clorurs i sulfats de potassi, calci i magnesi; també sovint hi ha carbonats i l'element brom.

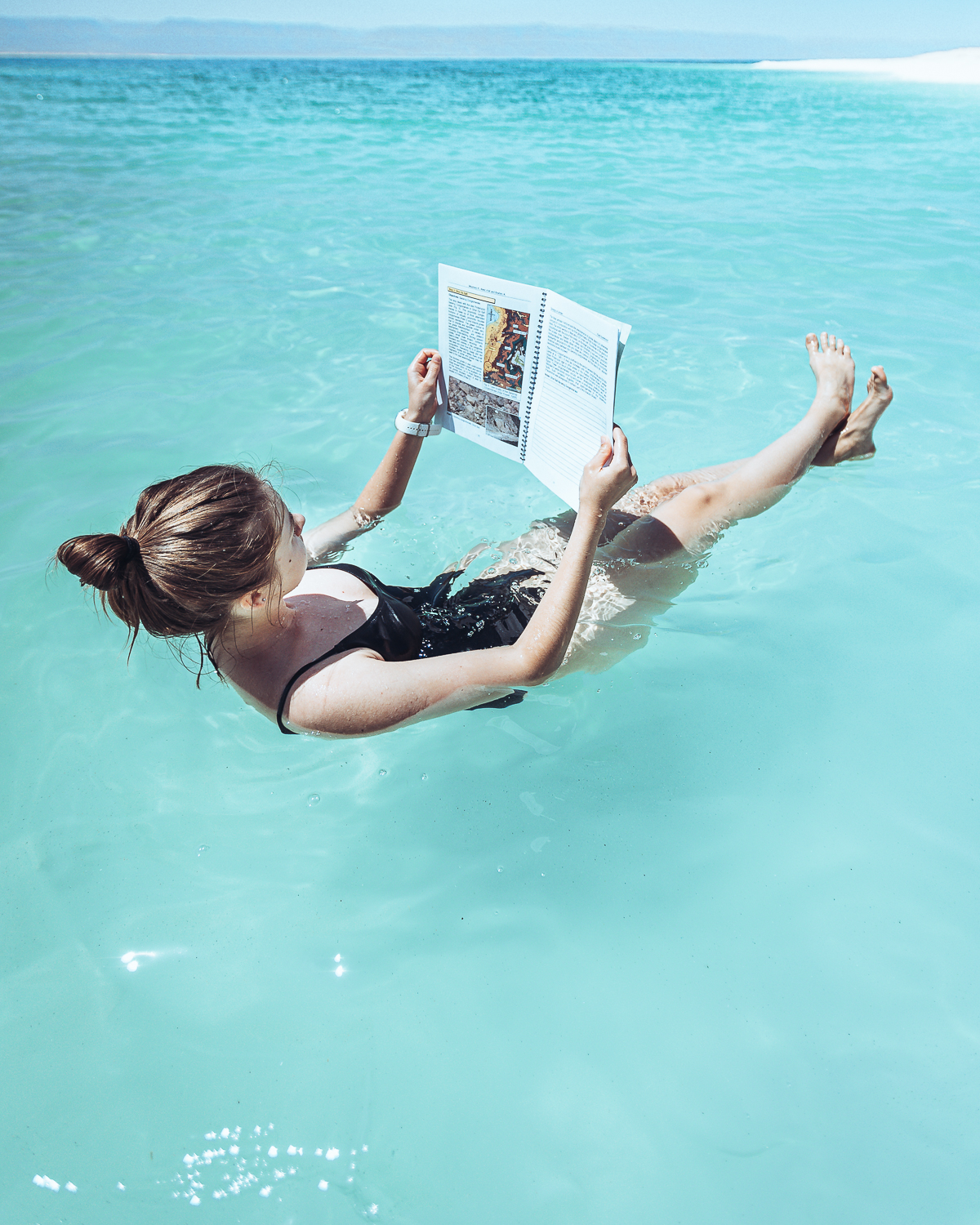
L'alta concentració de sal de la Mar Morta permet surar fàcilment.

La Mar Morta, amb una àrea de 1.020 km², conté aproximadament 12,65 × 10⁹ tones de sal. El riu Jordà, que conté només un 0,035 % de sal, hi afegeix 850 000 tones de sal cada any. La concentració de sals a la Mar Morta varia de 27 % a 30 % fins a una profunditat de 40 m; augmenta gradualment de 40 a 100 m i roman relativament constant a 33,2 % per sota dels 100 m. És una aigua relativament lliure de sulfats i amb una alta proporció de potassi i brom. Les condicions atmosfèriques afavoreixen l'evaporació per la llum solar durant uns vuit mesos a l'any, la qual cosa fa factible la producció de sal, potassi i brom. Les salmorres índies a Khārāghoda se semblen a l'aigua de mar quant a les sals dissoltes, però estan molt més concentrades i, en alguns casos, virtualment saturades; és a dir, han dissolt tota la sal que poden.

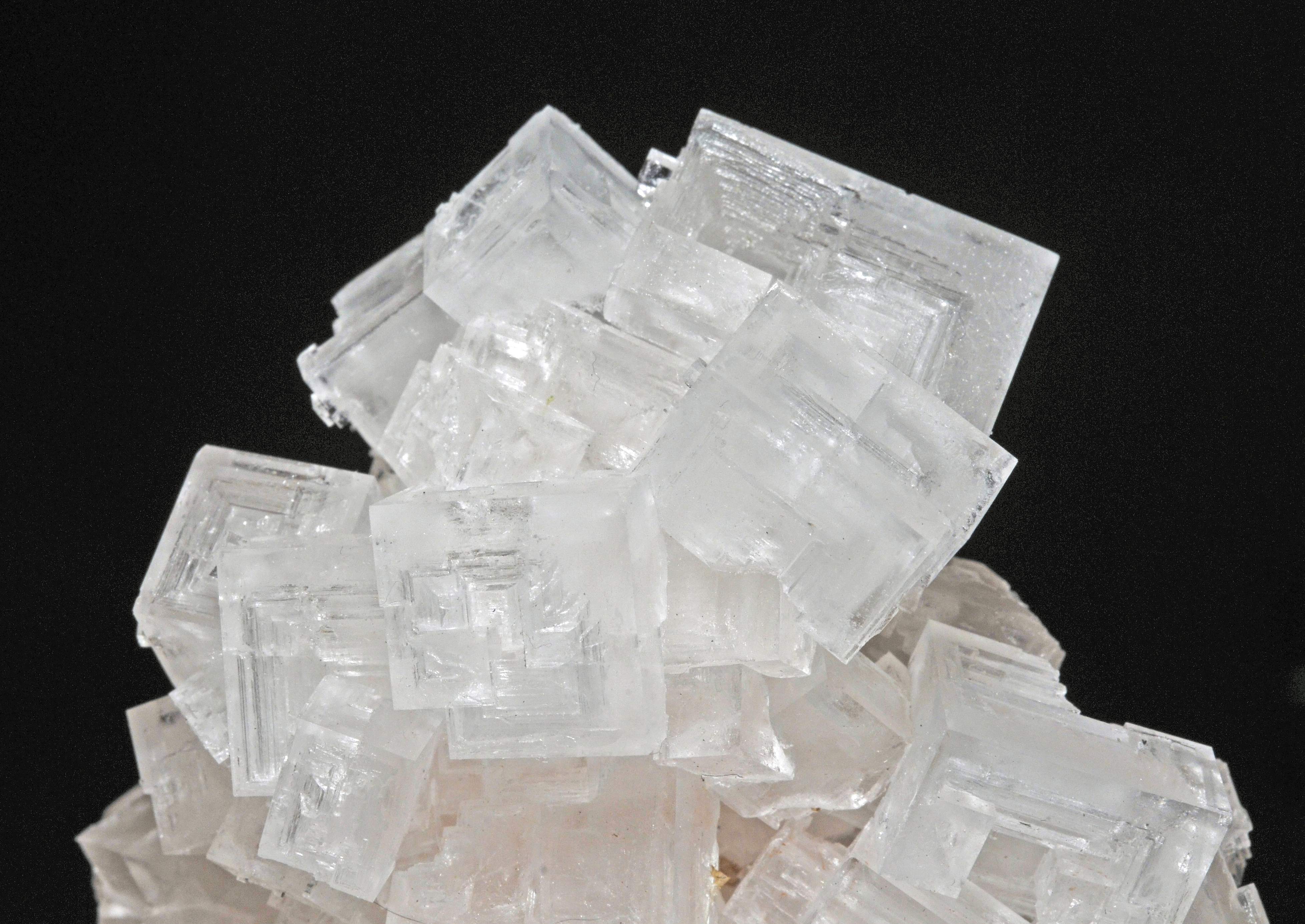
Halita.

La sal gemma o sal de roca és clorur de sodi cristal·lí, anomenat halita. Es troba àmpliament en forma de masses i capes rocoses i és abundant en roques de tots els períodes geològics. A causa de la seva gran solubilitat en aigua, es troba sota cobertures extremadament gruixudes en regions humides, però se situa prop de la superfície en regions àrides.

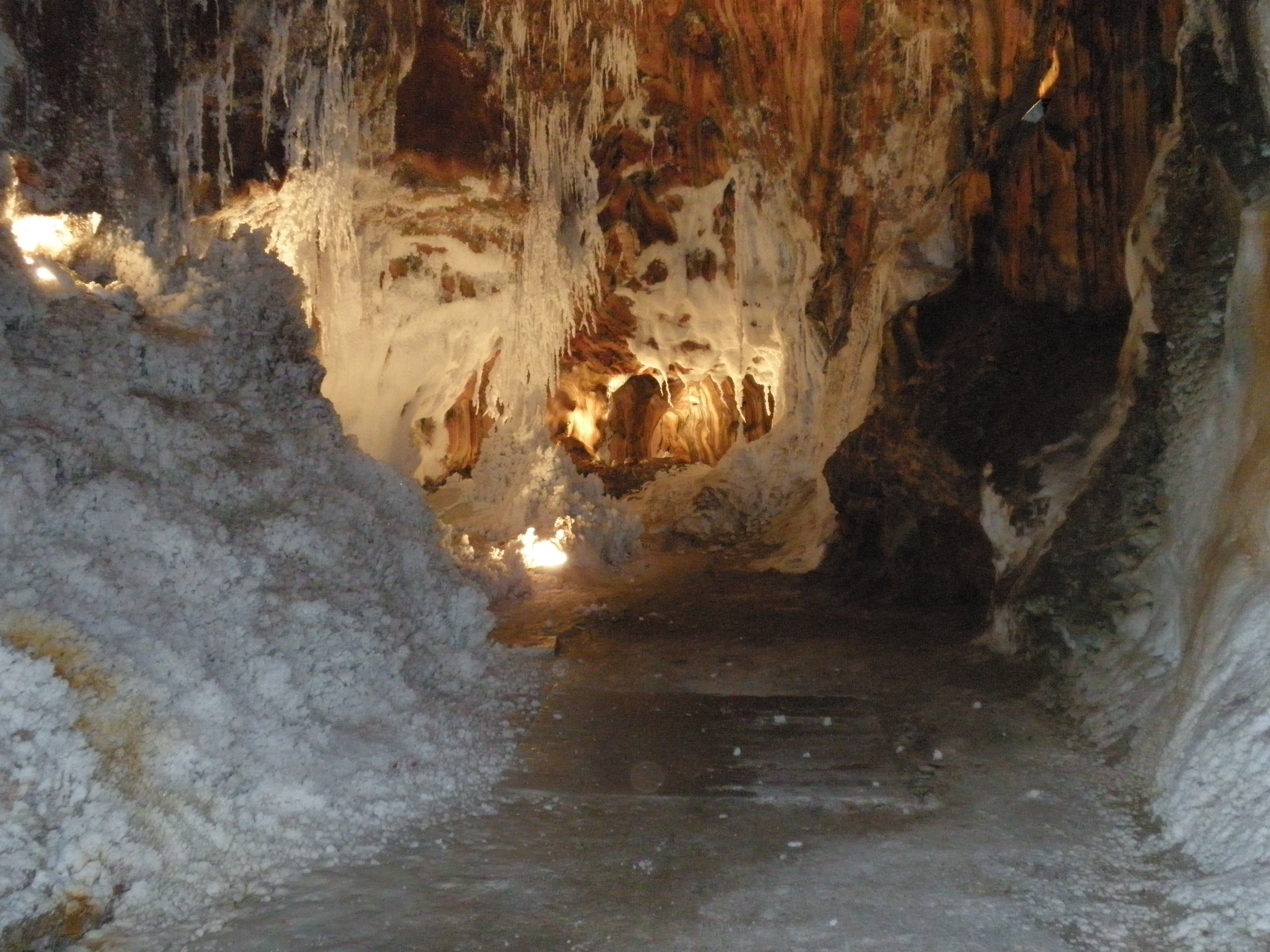
Interior de la mina de sal de Cardona.

Tots els grans dipòsits de sal gemma van originar-se per l'evaporació de l'aigua de mar en algun moment del passat geològic. En evaporar-se també precipiten sulfat de calci i sals de potassi i magnesi. Es troben dipòsits en capes d'entre uns quants metres i moltes desenes de metres d'ample. Les edats d'aquestes capes varien en gran part del temps geològic. A causa que l'evaporació d'una gran quantitat d'aigua de mar deixa només una petita quantitat de sal, es teoritza que moltes capes extremadament gruixudes de sal de roca es dipositaren en braços parcialment tancats dels mars en els quals l'evaporació era més gran que l'afluència d'aigua salada. Una barrera al fons marí a l'entrada de la conca impedia la sortida de l'aigua salina concentrada. Aquests dipòsits de sal estratificada es troben a la Serralada de Sal del Panjab al Pakistan i a l'Iran; no obstant això, aquests dipòsits han estat poc explotats. Dipòsits similars als Estats Units i Canadà són extensament explotats per a ús industrial i domèstic. Altres importants dipòsits de sal gemma, generalment classificats per l'edat de la roca circumdant, es troben a Alemanya, Nova Escòcia, la regió subcarpàtica que s'estén des de Polònia a través d'Hongria i Romania, i la província de Sichuan a la Xina, on els pous de sal existeixen des de fa més de 2 000 anys.

Dom de sal.

Un altre tipus de dipòsit de sal de roca econòmicament important són els doms de sal, que es van formar quan la pressió terrestre aixecà taps de sal de roca amb una mida aproximada d'una milla. Els doms semblen ser resultat de la pressió, que empeny la sal a través de les roques des de profunditats de fins a 15.000 m. Molts doms es troben a profunditats superficials i són extensament explotats. Els doms a la regió subcarpàtica d'Europa s'han explotat des de temps antics. La plana del nord d'Alemanya té molts doms explotats extensament i també són abundants a la costa estatunidenca del golf de Mèxic. La sal rocosa es pot obtenir dels doms pels mètodes d'explotació habituals o perforant pous a les capes de sal i bombant aigua per dissoldre la sal; la salmorra es torna a la superfície, on es processa com la salmorra natural.

## Història
Els primers registres escrits ja contenen referències al clorur de sodi. Un tractat xinès de farmacologia anomenat Peng-Tzao-Kan-Mu, datat de fa 4.700 anys, menciona 40 tipus diferents de sal juntament amb els mètodes d'extracció i el seu processament. L'art de l'antic Egipte representa la producció de sal i el seu ús en diversos procediments com la cura i la momificació. Moltes referències de l'Antic Testament de la Bíblia esmenten la sal. Així es diu que la dona de Lot es convertí en estàtua de sal com a punició per haver mirat la destrucció de Sodoma i Gomorra. En algunes cultures s'oferia junt amb el pa com un gest d'hospitalitat envers els hostes. Al Levític 2:13, Déu dona instruccions d'assaonar totes les ofrenes fent servir sal.

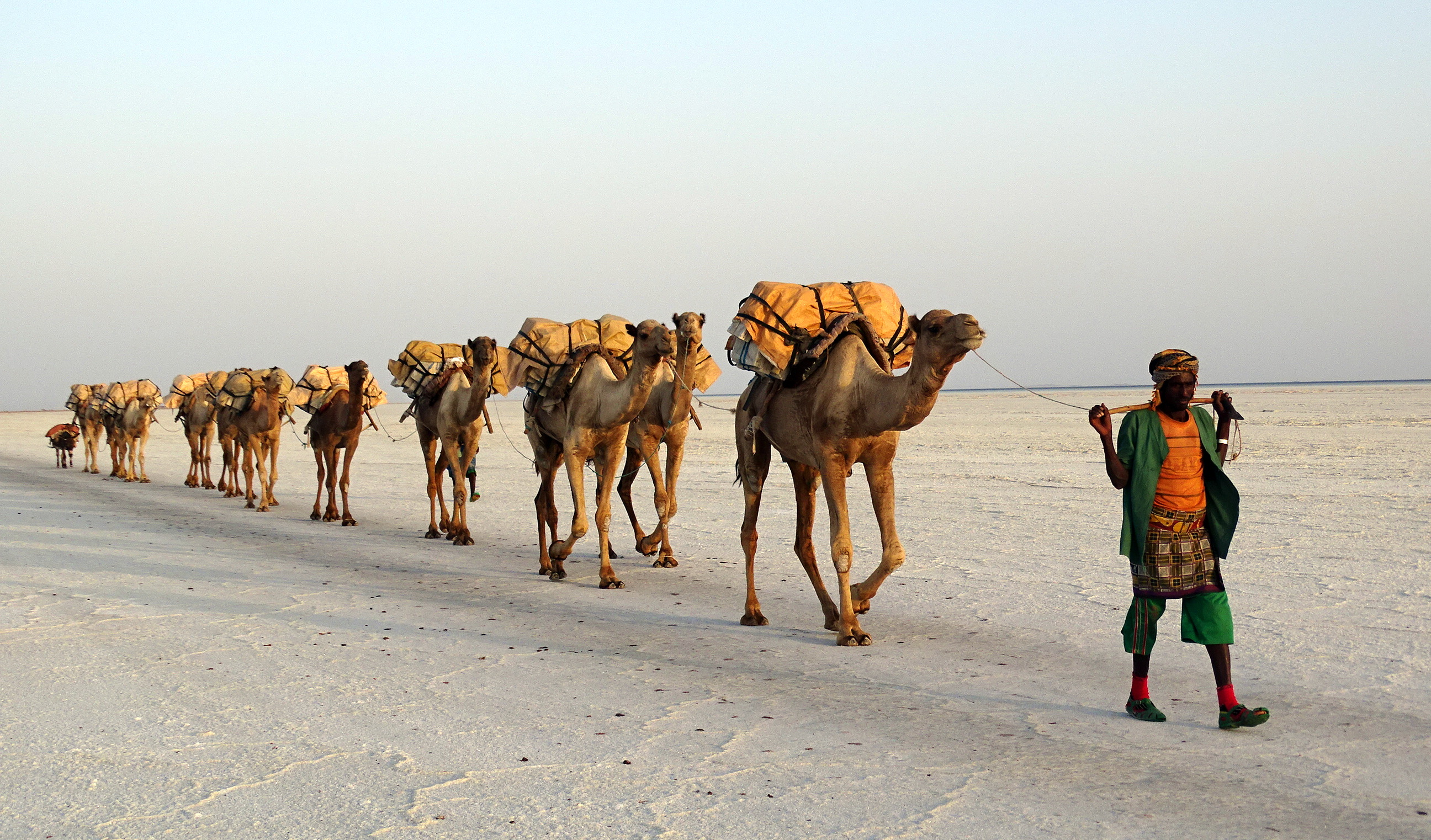
Transport de sal amb camells a Etiòpia.

A mesura que els assentaments creixien i s'incrementava l'ús de la sal, diverses cultures empraren diferents mètodes per obtenir-la. Aquests consistien en la mineria en dipòsits subterranis poc profunds, l'evaporació de l'aigua marina i de llacs salins, la mineria d'evaporits de dipòsits de llacs assecats i el comerç. La ubicació de dipòsits de sal tengué una rellevància especial als emplaçaments d'assentaments humans, perquè la sal permet conservar aliments. Per aquest motiu es crearen rutes específiques per al mercadeig de sal (rutes de la sal) i s'han produït nombroses guerres per controlar-ne els dipòsits i els mercats. L'historiador grec Heròdot (484-425 aC) escriví extensament sobre la sal del Sàhara i la seva importància en el comerç africà. Per a subratllar la riquesa de la ciutat de Troia, Homer menciona que els herois sempre prenien la carn amb sal.

Mapa de les vies romanes. La via blava és la Via Salària.

El clorur de sodi s'extreia de les basses a prop d'Òstia, l'antiga ciutat portuària de Roma situada a la desembocadura del Tíber, des de l'any 1400 aC. Ostia fou la principal font de sal per a Roma mentre es convertia en una de les principals ciutats del món antic. La Via Salària era una ruta de subministrament de sal que connectava la mar Adriàtica amb Roma. Venècia s'establí com a un dels principals centres de producció i comerç de sal ja al segle vi. Timbuctú, a Mali, es fundà com a important centre comercial de sal del Sàhara i d'or durant l'edat mitjana. La sal es transportava a través de rutes comercials fins a la zona amb camells. La sal tengué un paper important en l'economia i la política de moltes altres ciutats, com ho demostra la paraula «sal» en els seus noms, per exemple, Salzburg, Hallein i Hallstatt (salz és la paraula alemanya per «sal» i hall prové de l'antiga paraula cèltica per «sal»).

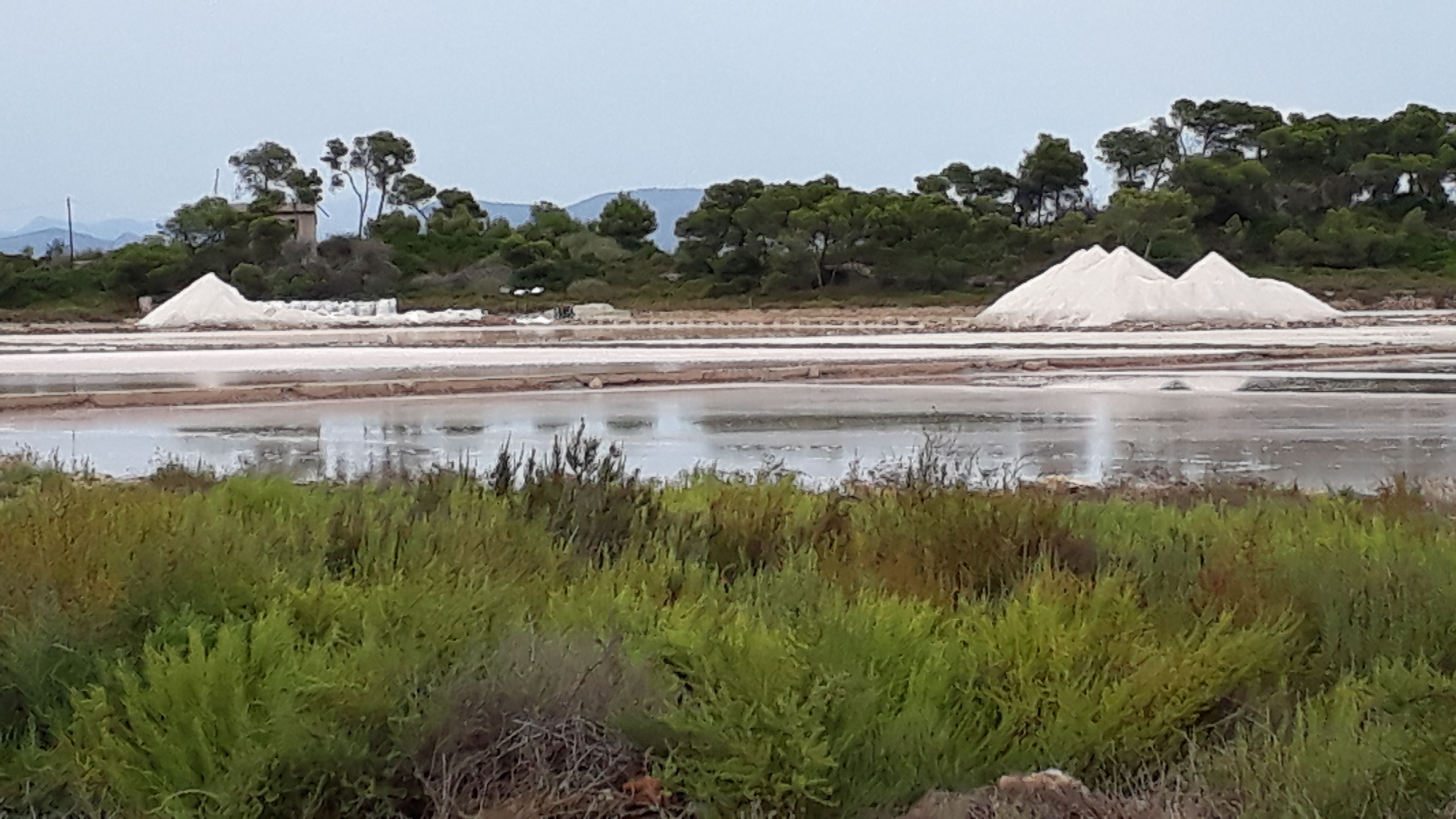
Salines de Llevant (Mallorca).

Marxa de la sal el 1930.

La necessitat universal de clorur de sodi i el seu ús arreu del món convertí la sal en una moneda d'intercanvi comuna. La paraula «salari» ve del terme llatí salarium, derivat de sal. Un salarium era la compensació proporcionada en provisions i diners als legionaris romans. Com que una de les provisions més essencials era la sal, se subministrava directament o es proporcionava una assignació per a la sal. Adam Smith (1723-1790) fa diverses referències a la sal a "La riquesa de les nacions". Durant la major part de la història, la sal fou un signe de riquesa i proporcionà la base per a impostos, monopols i conflictes. A mesura que les ciutats i pobles es desenvolupaven, el comerç de la sal es regulava cada vegada més i es basava en una multitud de contractes comercials, impostos i llicències controlades per la reialesa i els comerciants. Els impostos sobre la sal de França i l'obligació de comprar una quantitat fixa de sal, coneguda com a gabella (el 1286 Carles d'Anjou implantà aquest impost a la Provença per finançar la conquesta del regne de Napòls), s'aplicà a escala nacional i en diverses formes a les seves províncies, simbolitzant l'opressió estatal. Les gabelles s'aplicaren de manera inconsistent en diferents regions per part de recaptadors d'imposts anomenats fermiers en un conjunt intricat de regulacions mentre la sal es movia entre fronteres regionals. Els impostos sobre la sal de França no eren únics; més aviat eren fonts comunes d'ingressos per als governs locals arreu del món. Les poblacions locals menyspreaven els impostos opressius sobre la sal, que en casos extrems portaren a revoltes; la gabella de França fou una de les causes de la Revolució Francesa i s'abolí el 1790, només per ser restablerta per Napoleó (1769-1821) per finançar les seves campanyes militars. Molts impostos sobre la sal de llarga durada existiren fins al segle xx. Per exemple, la famosa marxa de la sal de Mohandas Gandhi (1869-1948) a l'Índia Britànica el 1930 per obtenir sal de manera il·legal desafià el domini britànic i fou un esdeveniment important en el camí cap a la independència de l'Índia. França no abolí la seva gabella fins després de la Segona Guerra Mundial.
Sir Humphry Davy (1778-1829) separà per primera vegada la sal en els seus elements: el sodi i el clor, l'any 1807. Aleshores a ningú no se li va ocórrer com usar aquests dos elements, però posteriorment les seves propietats es van convertir en la base de moltes indústries manufactureres.

## Propietats

### Propietats físiques

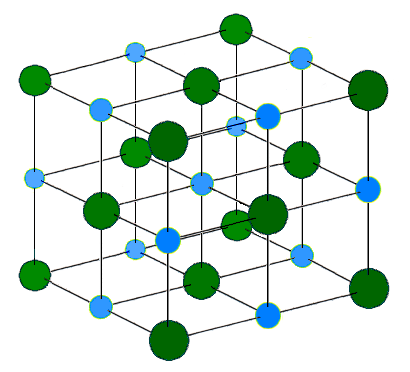
Esquema de l'estructura cristal·lina del clorur de sodi.

El clorur de sodi és un compost iònic sòlid a temperatura ambient, que es presenta en forma de cristalls transparents o en forma de pols blanca. La seva densitat és de 2,17 g/cm³ entre 4 °C i 25 °C, el seu punt de fusió 800,7 °C i el d'ebullició 1.465 °C. És soluble en aigua (36 g en 100 g d'aigua a 25 °C) i, a 25 °C, lleugerament soluble en etanol (0,065 g/100 g), etilenglicol (7,15 g/100 g), àcid fòrmic (5,21 g/100 g), glicerol (10 g/100 g), amoníac líquid (2,15 g/100 g a −40 °C) i metanol (1,4 g/100 g). La densitat d'una dissolució saturada en aigua a 25 °C és d'1,202 g/cm³.
El clorur de sodi forma cristalls amb simetria cúbica. Els clorurs (ions més grans) formen un empaquetament cúbic compacte, mentre que els ions més petits de sodi omplen els espais octaèdrics entre els clorurs. Cada ió està envoltat per sis de l'altre element.

### Propietats químiques
El clorur de sodi és estable i no reacciona amb l'oxigen de l'aire. En dissolució aquosa dona dissolucions neutres (pH ≈ 7). Si es fon i se sotmet a electròlisi es descompon en sodi al càtode (elèctrode negatiu) i clor a l'ànode (elèctrode positiu), segons les semireaccions:

Procés industrial d'electròlisi de salmorra que permet produir clor, hidrogen i hidròxid de sodi.

{\displaystyle {\ce {2Na+(l) + 2e- -> 2Na(l)}}} {\displaystyle {\ce {2Cl^{-}(l) -> Cl2(g) + 2e-}}}En dissolució aquosa al càtode es forma hidrogen i el catió sodi no és afectat. S'obtenen com a productes clor, hidrogen i hidròxid de sodi. La semireacció és:
{\displaystyle {\ce {2H2O(l) + 2e- -> 2OH^{-}(aq) + H2(g)}}}

## Obtenció
Antigament, gairebé tota la sal utilitzada en el comerç es produïa per l'evaporació de l'aigua del mar, i encara avui la sal marina és un producte bàsic en molts països marítims, especialment on el clima és sec i l'estiu és llarg. La sal comercial es produeix a partir de sal gemma, així com de l'aigua del mar i altres aigües salines naturals i artificials. La majoria de les aigües salines artificials s'obtenen bombant aigua en llits de sal subterrànies. Una quantitat considerable d'aigua salada es fa servir directament als països industrials.

### Obtenció a partir de sal de roca

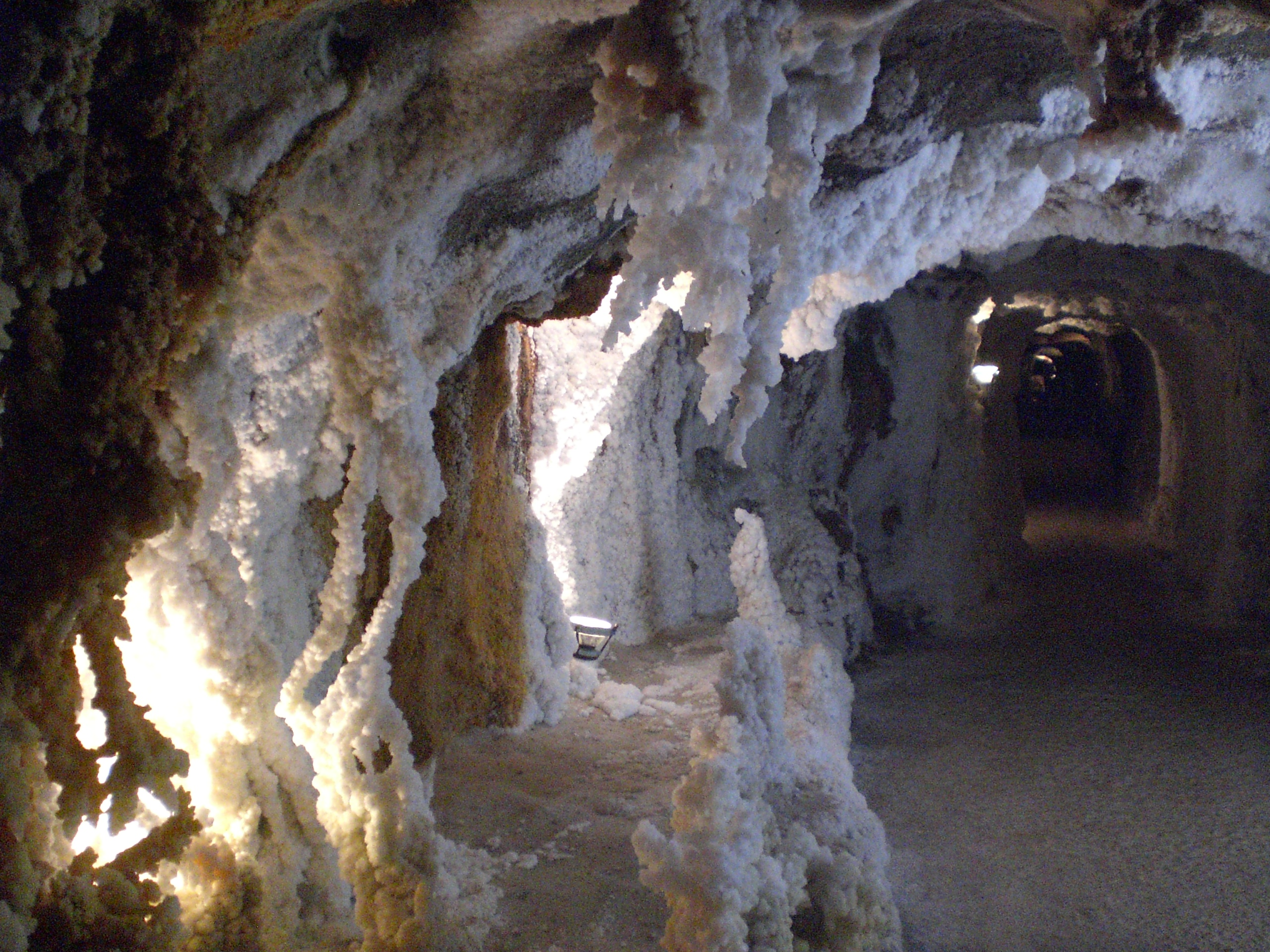
Interior de les mines de sal de Cardona.

Els llits de sal de roca es minen amb els mètodes d'excavació habituals, segons les profunditats i gruixos dels dipòsits i les condicions locals. De vegades, la sal de roca extreta es dissol i es produeix la sal tractant la salmorra. Aquest mètode ofereix oportunitats per a la purificació de la sal. La sal s'extreu en grans fragments que primer es trituren, després es molen més finament i es tamisen per mida en diversos graus; després ja es distribueix, o es posa en bosses per a un altre tractament de purificació si cal. El tractament a granel s'ha facilitat molt amb l'ús d'agents anticoagulants, que permeten emmagatzemar la sal a l'aire lliure sense que es converteixi de nou en una massa dura.

### Obtenció a partir de l'aigua del mar i les aigües salines
Quan una solució aquosa de diverses sals (com l'aigua del mar, per exemple) s'evapora, cadascuna de les sals precipita quan arriba al seu punt de saturació a la solució. Així, les diferents sals de l'aigua del mar precipitaran en moments diferents, formant capes al fons del recipient. En l'aigua del mar i moltes aigües salines, l'ordre de deposició és carbonat de calci, sulfat de calci, clorur de sodi, sulfat de magnesi, clorur de magnesi i clorur de magnesi i potassi.

#### Evaporació solar

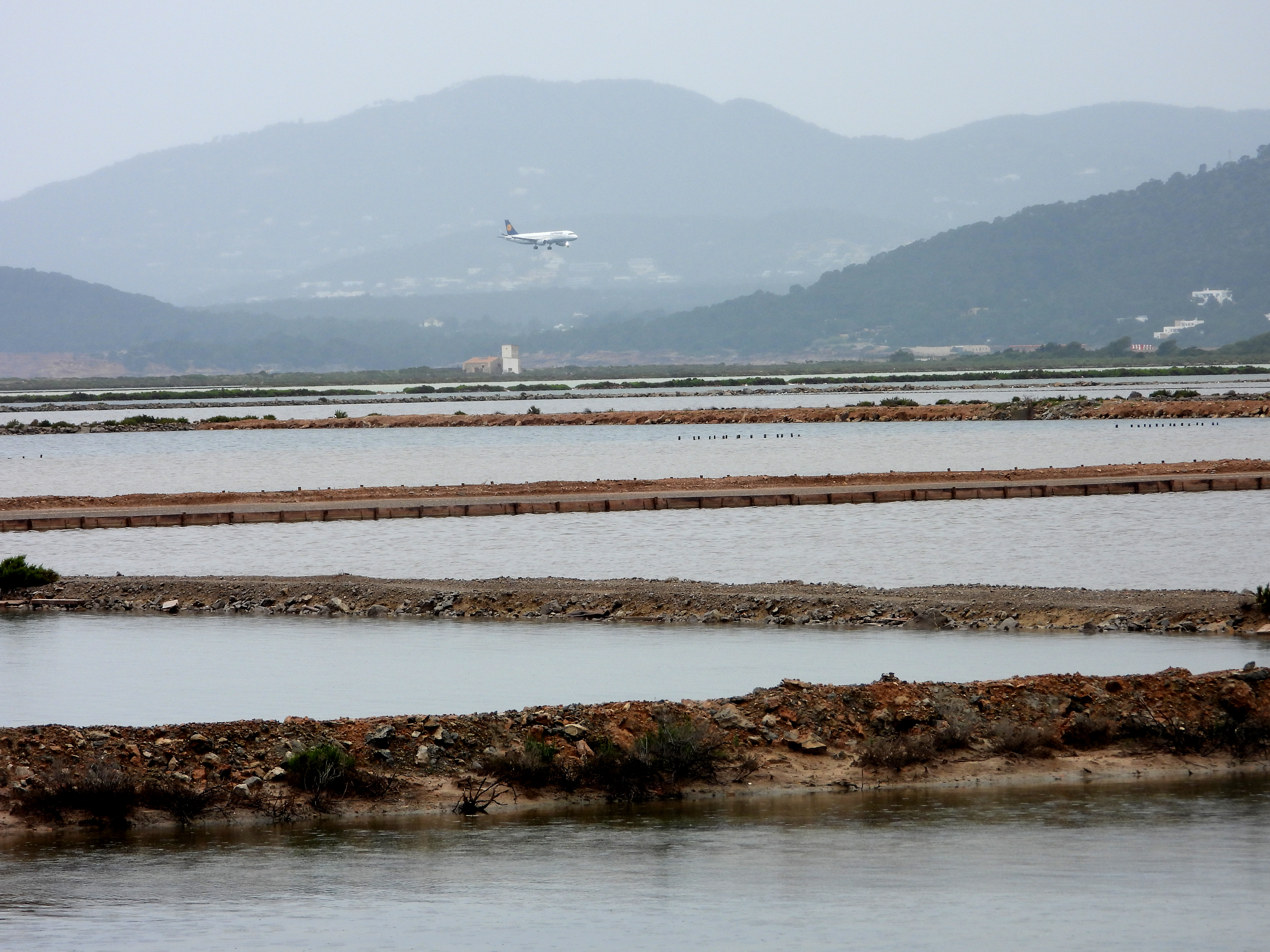
Estanys de ses Salines d'Eivissa.

En països marítims on hi ha una taxa d'evaporació negativa —és a dir, la quantitat d'aigua que s'evapora supera la quantitat de pluja en almenys 75 cm—, la sal es produeix per evaporació solar de l'aigua del mar. Els processos utilitzats són similars d'un país a un altre, però els detalls de l'equip varien des de sofisticats als països més desenvolupats fins a bastant primitius en països en desenvolupament. Generalment, es fa una concentració preliminar permetent que l'aigua del mar passi a través d'una sèrie de comportes a una sèrie d'estanys successius i poc profunds. En aquests estanys, la solució es concentra per evaporació a una densitat relativa d'aproximadament 1,22 (1,22 vegades més densa que l'aigua pura). Això permet la sedimentació de les impureses en suspensió (sorra, argila…) i la precipitació de les sals menys solubles (carbonat de calci i sulfat de calci).

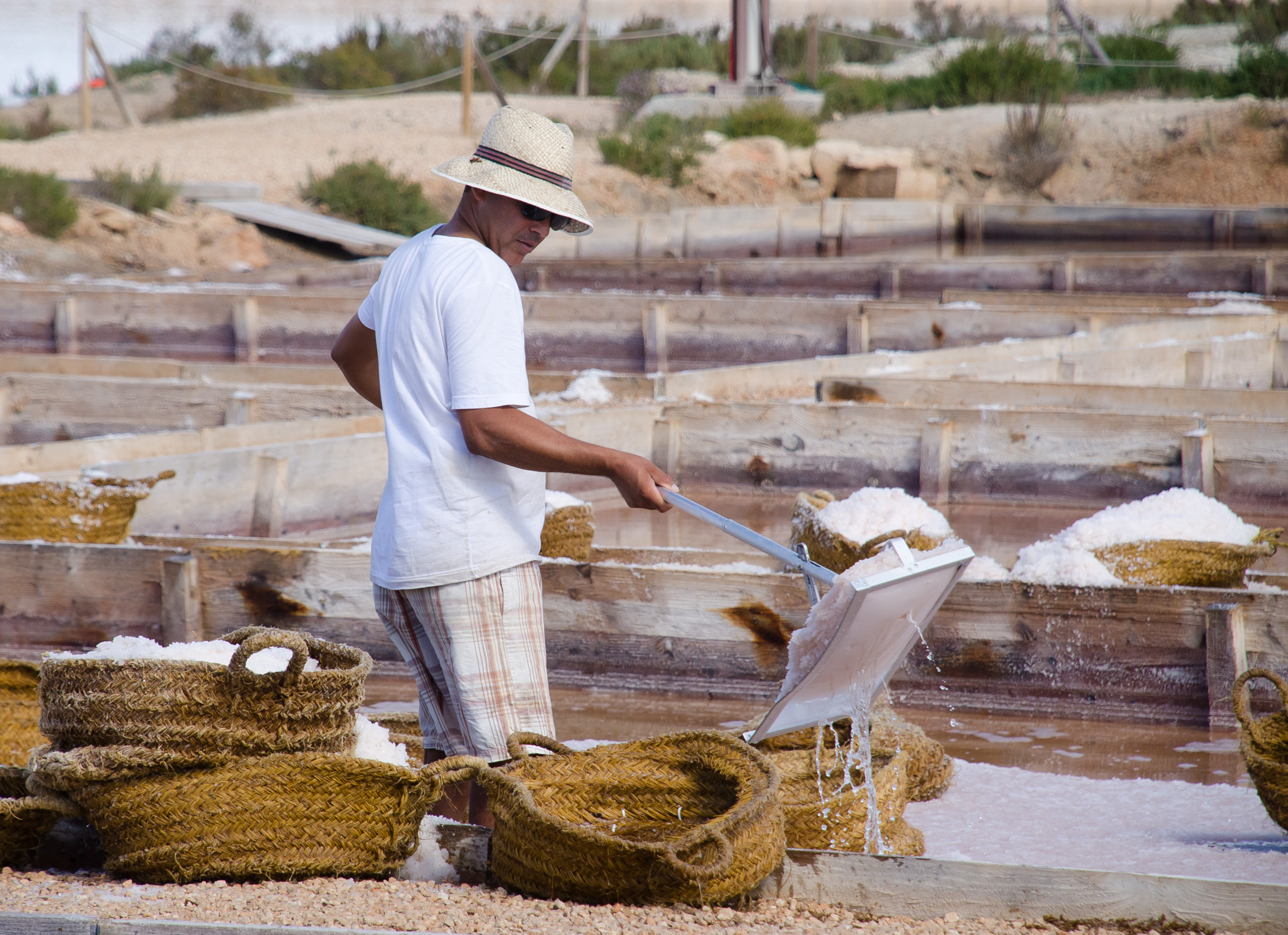
Recol·lecció manual de sal al Salobrar de Campos, Mallorca.

Un cop concentrada, la salmorra es passa per una sèrie d'estanys de cristal·lització, generalment quatre, on la sal es deposita a mesura que avança l'evaporació. En el primer, la salmorra es concentra a una densitat relativa d'1,23 i roman parcialment contaminada amb sulfat de calci. La densitat relativa de la solució augmenta lentament durant la cristal·lització de la sal, arribant a 1,24 en el segon estany. En el tercer, la densitat relativa de la solució arriba a 1,25, i la sal dipositada conté petites quantitats de sulfat de magnesi com a impuresa. La solució final té una densitat relativa d'1,25–1,26 i es fa servir en alguns països en la fabricació d'altres sals, com el sulfat de magnesi i el clorur de magnesi.

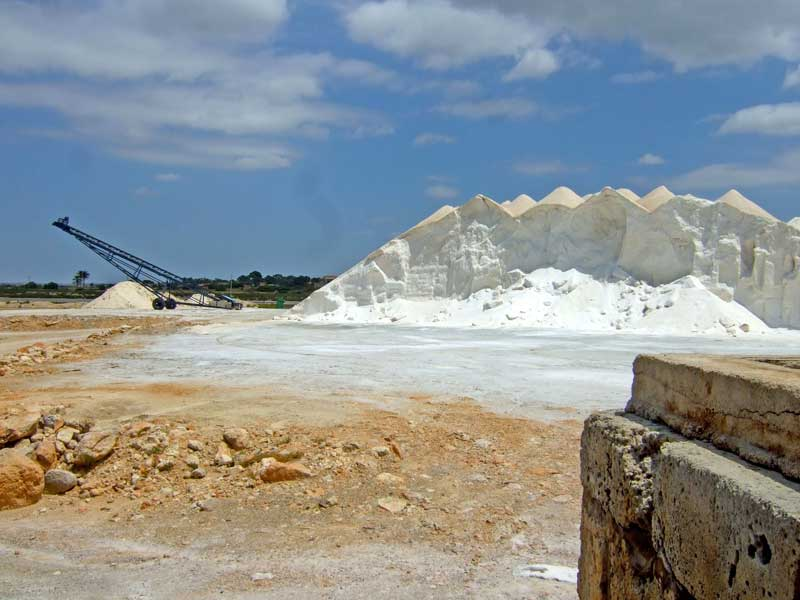
Emmagatzematge de sal a l'aire lliure al Salobrar de Campos, Mallorca.

En països en desenvolupament, la sal en cada estany de cristal·lització es rastralla en fileres, on es permet que dreni durant diversos dies. Després es recull en grans, s'escorre de nou, s'eleva dels estanys i, finalment, s'asseca. En països industrials, la sal es recull mecànicament i es renta amb salmorra saturada. Després es desaigua, es renta amb aigua dolça i s'emmagatzema per a un processament posterior o per a la venda directa.

#### Ús de calor artificial
En àrees on es poden explotar dipòsits estratificats, la sal evaporada es recupera d'aquestes solucions amb calor artificial. Part de la sal evaporada també es fa a partir de salmorres naturals o sal marina. Antigament, la salmorra es concentrava en bacs oberts sobre foc. Recentment s'han utilitzat recipients amb jaqueta de vapor. La major quantitat de sal evaporada es produeix mitjançant evaporadors al buit de múltiples efectes, i una quantitat important es fa en anomenats cristal·litzadors oberts que produeixen un tipus de cristall preferit per a ús en algunes indústries alimentàries. La salmorra, natural o artificial, es bombeja primer a tancs de sedimentació, on els compostos de calci i magnesi poden ser eliminats per tractament químic. La salmorra s'introdueix després al cristal·litzador a aproximadament la mateixa velocitat a la qual es produeix l'evaporació i a una temperatura només lleugerament inferior a la d'evaporació El residu de salmorra pot ser eliminat de manera contínua, un cop al dia o menys sovint. L'evaporació té lloc a la superfície del líquid, i els cristalls tenen el seu origen allà. Romanen a la superfície, sostinguts per la tensió superficial de la salmorra. El cristall creix als marges superiors, convertint-se en una petita piràmide invertida buida, o envas. Finalment, l'envas s'enfonsa i deixa de créixer. Quan es recuperen els cristalls, la sal és principalment en forma d'escates, d'aquí el nom de sal en escates.

## Aplicacions

### Indústria química

Esquema del procés Solvay.

Gairebé el 60 % del total del clorur de sodi és destinat principalment a l'obtenció electrolítica del clor, hidrogen i hidròxid de sodi, segons la reacció:
{\displaystyle {\ce {2 NaCl + 2 H2O -> Cl2 + H2 + 2 NaOH}}}
Un dels processos industrial per a l'obtenció d'àcid clorhídric és el procés Mannheim. S'obté per reacció del clorur de sodi amb àcid sulfúric i també s'obté sulfat de sodi:
{\displaystyle {\ce {2 NaCl + H2SO4 -> Na2SO4 + 2 HCl}}}
El carbonat de sodi s'obté amb el procés de Solvay, que consta de dues etapes:
{\displaystyle {\ce {NaCl + NH3 + CO2 + H2O -> NaHCO3 + NH4Cl}}}{\displaystyle {\ce {2NaHCO3 -> Na2CO3 + H2O + CO2}}}

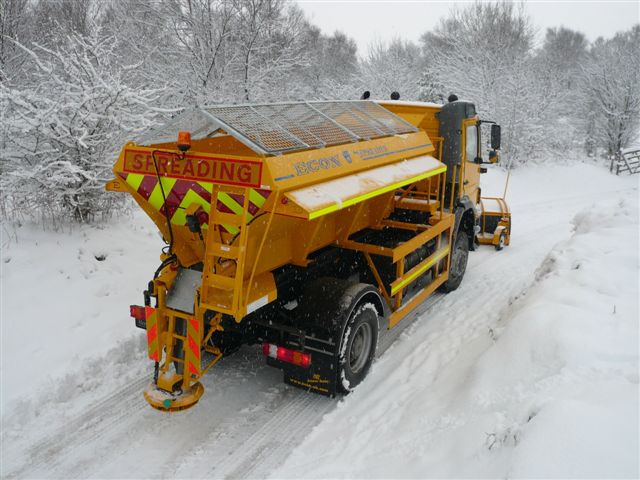
Camió que escampa clorur de sodi sobre una carretera gelada per descongelar-la.

El clorur de sodi també es fa servir per obtenir clorur de polivinil o PVC.

### Transport
La sal és el descongelant més eficient, econòmic i respectuós amb el medi ambient. Tant en forma líquida com sòlida, les solucions salines tenen un punt de congelació més baix que l'aigua (descens crioscòpic), fent que el gel de les carreteres es desfaci més ràpidament i tingui major efecte sobre la superfície. Emprada en vies sense paviment, millora les condicions, evita la formació de calamins, roderes i clots, i cohesiona les partícules fines del sòl. També s'empra en camins de terra amb un trànsit moderat, reduint la pols. La sal es distribueix de manera homogènia per formar una cobertura que es barreja amb el sòl, formant una capa que reté les partícules fines.

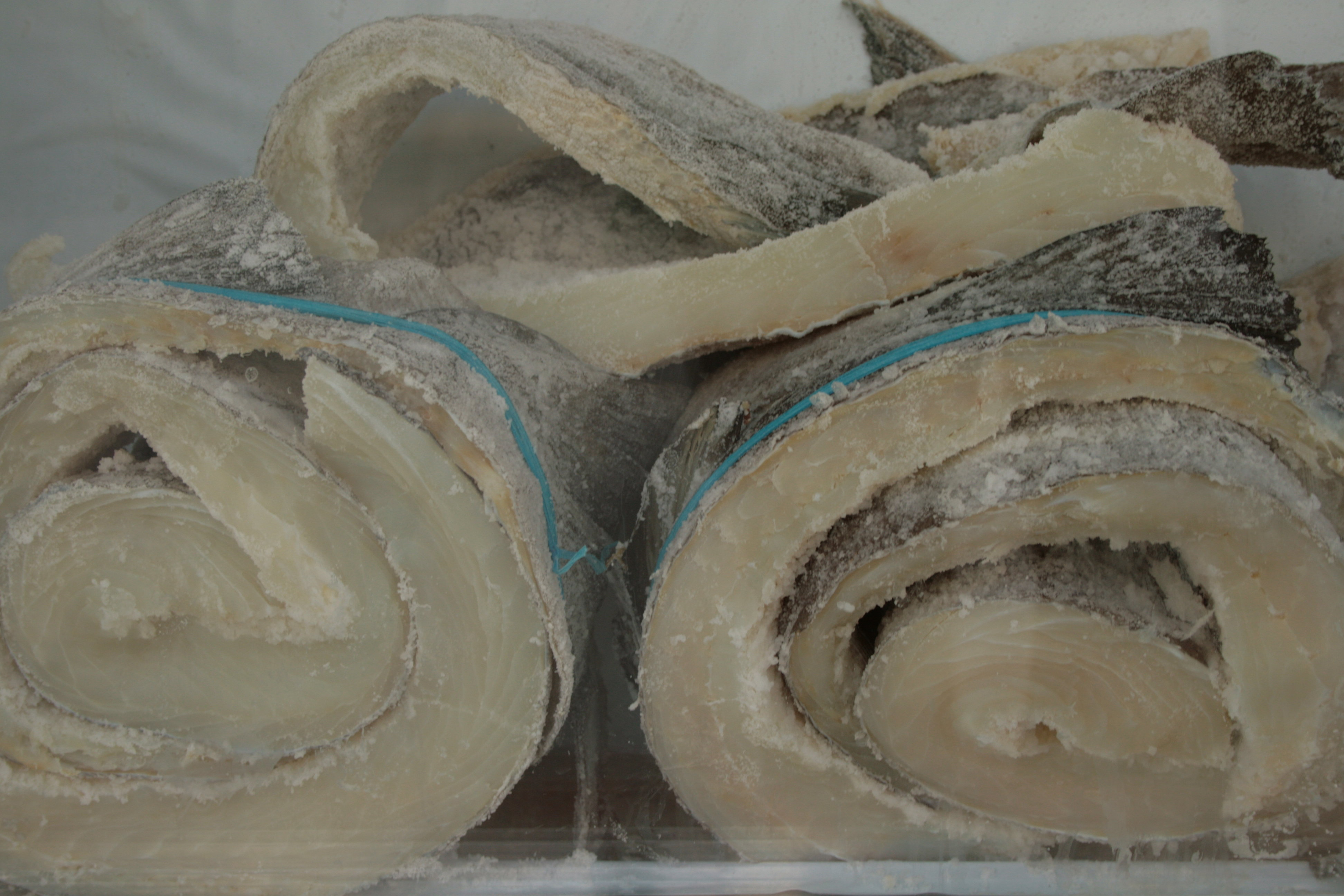
Bacallà en salaó.

### Alimentació
Històricament, la sal ha estat utilitzada per conservar aliments i carn per evitar la seva descomposició, mètode anomenat salaó, gràcies al seu efecte deshidratant que inhibeix el creixement bacterià. Avui en dia, aquestes propietats conservadores continuen sent valuoses, a més de ser un potenciador de color.
En ramaderia, la sal s'utilitza en blocs nutricionals com a suplement alimentari, millorant la producció, reproducció i reduint la mortalitat del bestiar.

### Tractament d'aigües

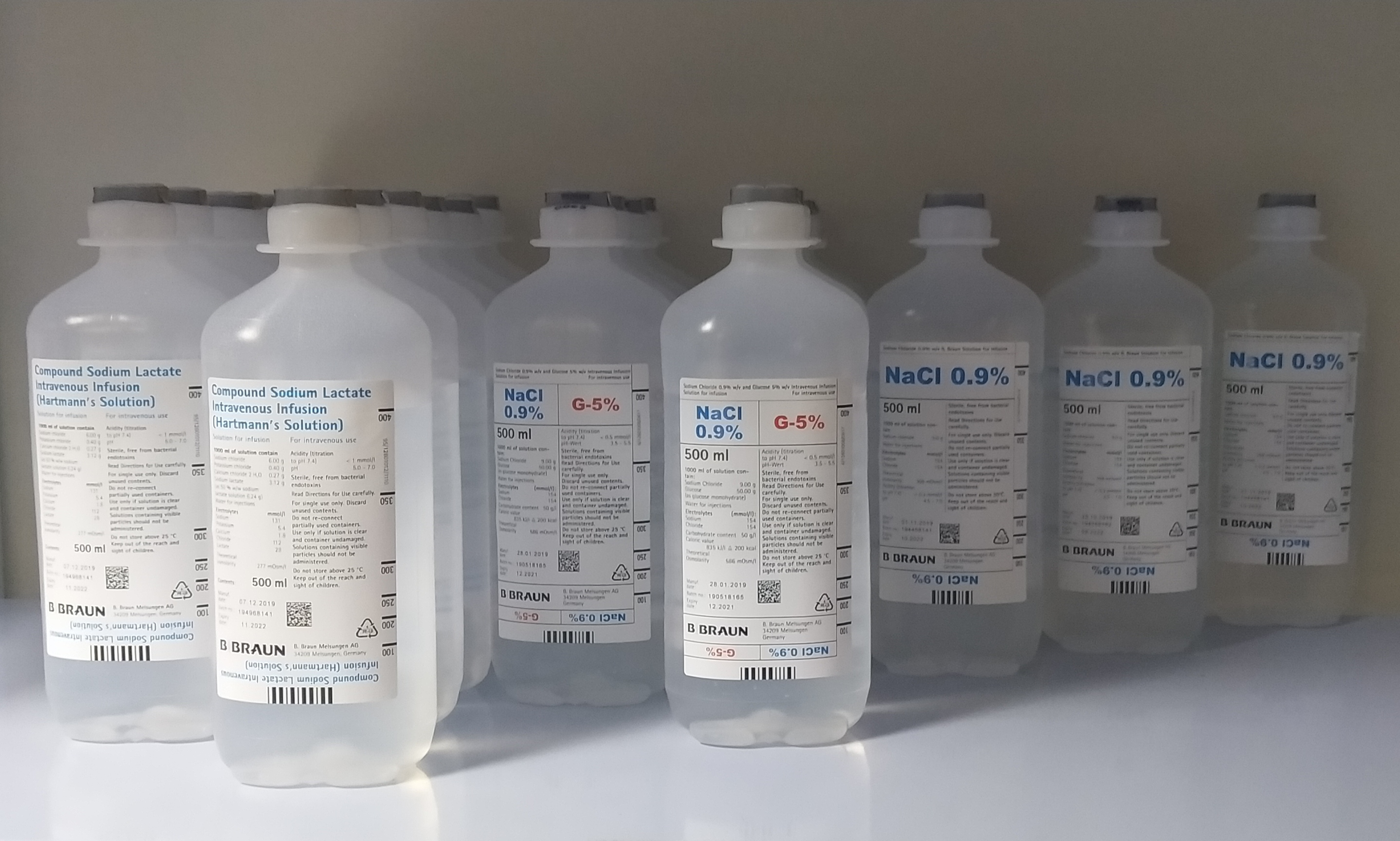
Sèrums intravenosos.

En tractament d'aigües i piscines, la sal elimina la calç de l'aigua i, mitjançant l'electròlisi salina, es converteix en clor per desinfectar l'aigua a les piscines d'aigua salada. Això produeix aigua blana amb millor gust i beneficia el rendiment dels aparells electrodomèstics gràcies a l'absència de cal, que li aporta duresa. La reacció és la mateixa emprada en la producció de clor:
{\displaystyle {\ce {2 NaCl + 2 H2O -> Cl2 + H2 + 2 NaOH}}}

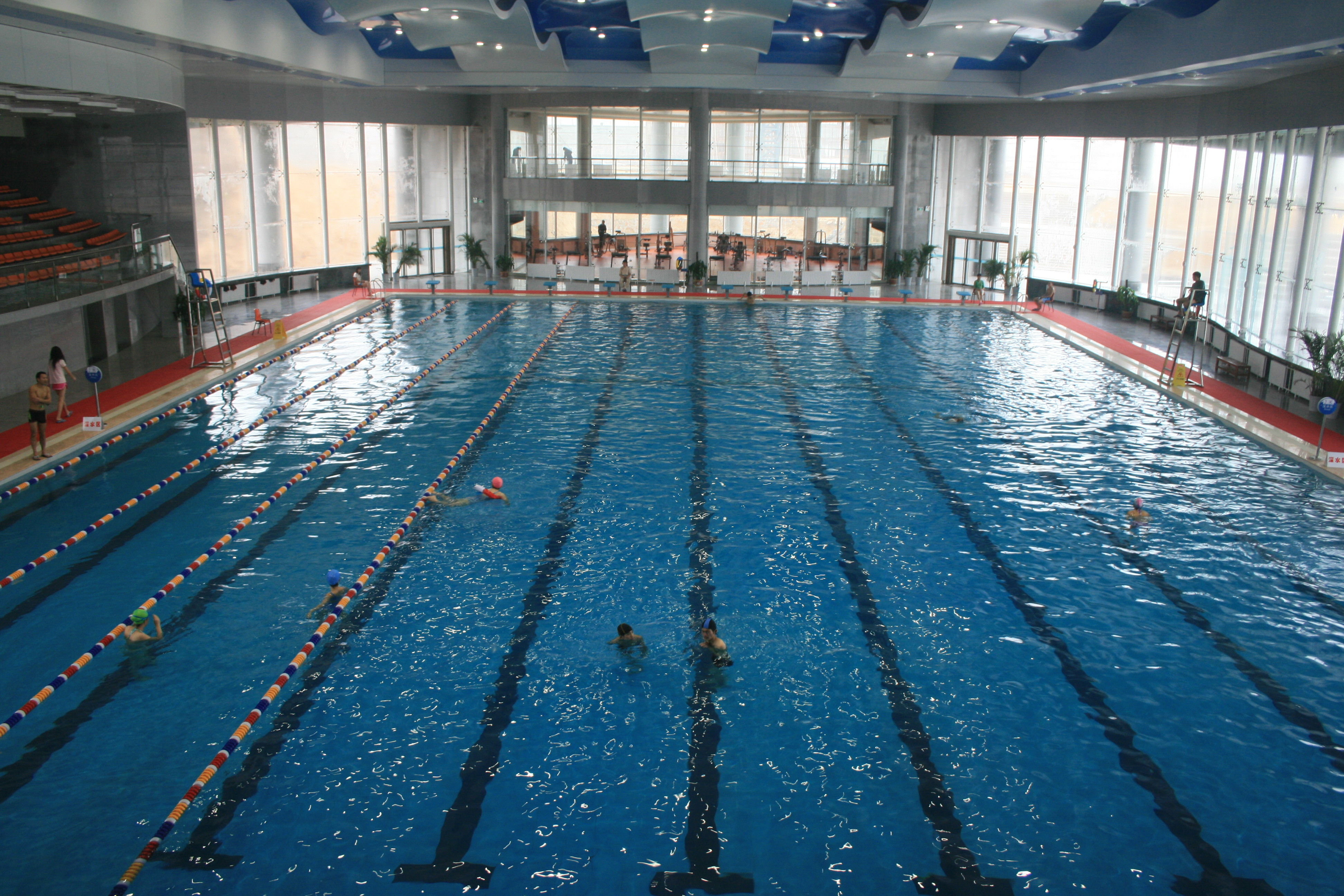
La cloració de les piscines es pot fer per electròlisi de la mateixa aigua en la que s'ha dissolt clorur de sodi.

També el cloruru de sodi s'empra en la regeneració de resines de bescanvi iònic. Aquestes resines es fan servir als descalcificadors per eliminar la duresa de l'aigua, per exemple dels rentaplats. Les resines d'intercanvi iònic substitueixen els cations magnesi(+2) i calci(+2), Mg2+ i Ca2+, que es troben a l'aigua dura per cations sodi(+1) Na+. Quan la resina és fresca, conté cations Na+ als seus llocs actius. Quan estan en contacte amb una aigua que conté cations Mg2+ i Ca2+, però una concentració baixa de cations de Na+, els cations Mg2+ i Ca2+ migren preferentment fora de la solució als llocs actius de la resina, sent substituïts en solució per cations Na+. Aquest procés arriba a l'equilibri amb una concentració molt menor de cations Mg2+ i Ca2+ en solució que la inicial. La resina es pot recarregar rentant-la amb una solució que contingui una alta concentració de cations Na+, habitualment una dissolució de clorur de sodi. L'equilibri químic, amb els cations calci(+2), es pot representar com:
{\displaystyle {\ce {2Na(R-COO)(s) + Ca^{2+}(aq) <=> Ca(R-COO)2(s) + 2Na+(aq)}}}

### Indústria farmacèutica
El clorur de sodi s'empra en la producció d'alguns medicaments i per a preparar sèrums fisiològics tant intravenosos com orals. L'anomenat sèrum fisiològic, és una solució del 0,9 % de clorur de sodi, rep el seu nom perquè és isotònica amb el plasma sanguini. Aquesta solució fisiològica és la sustentació principal de teràpies mèdiques de reemplaçament de fluids, per a la deshidratació o per a prevenir xocs hipovolèmics (baix volum sanguini).

### Indústria tèxtil
En l'àmbit tèxtil, la sal s'utilitza per fixar tints en fibres i eliminar contaminants orgànics, també es fa servir en la producció de productes de neteja com sabons i detergents mitjançant l'hidròxid de sodi, un àlcali obtingut de la sal.

## Importància biològica
El clorur de sodi és essencial per a la vida a la Terra. La majoria dels teixits biològics i líquids corporals contenen variades concentracions de clorur de sodi. La quantitat d'ions de sodi en la sang està directament relacionada amb la regulació dels nivells de líquids corporals. La propagació dels impulsos nerviosos mitjançant una transducció de senyals és intervinguda per aquests ions. Les persones presenten la particularitat entre els primats d'eliminar grans quantitats de sal quan suen.